# Scandale de l'île d'Amelia
Le scandale de l'île d'Amelia s'est produit en 1817, quand une armée de négriers, comptant des Cubains, Écossais et bonapartistes français, semble s'emparer durablement, après l'île texane de Galveston, d'un territoire espagnol encore bien plus large, la Floride occidentale, ravivant les conflits de la guerre de 1812.

## Histoire
Les trafiquants prétendent soutenir les indépendantistes de l'empire espagnol au Pérou et au Mexique, ce qui oblige le gouvernement américain à s'emparer du territoire pour le stabiliser, rassurer les Espagnols, qui en échange signent le traité de 1817, le premier à autoriser l'inspection anti-esclavagistes de leurs navires par la Royal Navy.
Les Américains interdisent aux négriers de perpétuer le trafic d'esclaves à Amélia, par la première loi le réprimant sévèrement, en mars 1818, tout en accordant à une partie d'entre eux, soldats perdus des guerres napoléoniennes, les premières concessions qui lancent la culture du coton par la colonisation de l'Alabama.

### Les troubles de la Floride occidentale
Au début du XIXe siècle, le président américain Thomas Jefferson essaie de maintenir la neutralité des États-Unis dans les guerres napoléoniennes et protéger les voies maritimes ouvertes malgré les pirates, ce qui l’amène à renforcer la marine de guerre, via la loi sur l'embargo du 22 décembre 1807 : aucun bateau étranger ne peut entrer ni sortir des ports américains. 
L'année suivante, les Britanniques interdisent en 1808 les traites négrières. 
Parallèlement, l'Empire espagnol a du mal à surveiller ses frontières nord-américaines : la république de Floride occidentale est fondée le 23 septembre 1810 par des colons en révolte contre l'administration espagnole, sur des hauts-lieux de l'histoire de la culture du coton, à Saint Francisville (Louisiane) et Baton Rouge et qui veulent en faire un carrefour des esclavagistes.
Amelia Island, sur la côte nord-est de la Floride espagnole, à la frontière de la Géorgie, devient un repère pour les négriers. Parfois jusqu'à 150 gréements de voiles carrées mouillent dans son port.

### Les négriers français et la guerre de 1812
L'île accueille des négriers de tous pays, comme le Français Louis-Michel Aury. Elle sert de base pour alimenter les plantations en esclaves africains, qui transitent par les ports de Cuba. Ce trafic culmine pendant la guerre de 1812, avec un flux de 20 000 personnes en captivité par an. Il permet de contourner la décision américaine d'interdire les traites négrières en 1809, un an après une décision similaire prise par les Britanniques.
L'île bénéficie du port en eaux profondes de Fernandina, non loin du fort de San Carlos, construit par les Espagnols. Le site a joué un rôle dans la guerre de 1812. 

### Première offensive américaine
Le général Mathews et le président américain James Madison avaient conçu un plan pour annexer la Floride orientale mais ont renoncé, le Congrès craignant d'être entraîné dans la guerre avec l'Espagne. Après la prise du site en mars 1812, des négociations pour le retrait des troupes américaines avaient commencé au début de 1813.

### L'arrivée de Gregor MacGregor
Après les trois années de la guerre anglo-américaine de 1812, en juin 1817, Amelia Island voit arriver Gregor MacGregor, aventurier écossais qui fut général dans l'armée de terre britannique entre 1803 et 1810, puis s'est autoproclamé brigadier-général des Provinces-Unies de Nouvelle-Grenade et du Venezuela. 
Se voulant, « général en chef des armées des Deux Floride », il se réclame de Simon Bolivar mais a surtout levé des fonds et des troupes pour une invasion à grande échelle de la Floride, puis gaspillé une grande partie de l'argent en produits de luxe, ce qui amène beaucoup de recrues de sa force d'invasion à déserter. Néanmoins, ils s'emparent de l'île avec une petite force, puis de Nassau (Bahamas) en septembre.

Drapeau des insurgés mexicains volé par des corsaires Louis Aury

Gregor MacGregor a quitté l'île le 4 septembre. Ses disciples furent bientôt rejoints par Louis-Michel Aury, auparavant associé avec MacGregor en Amérique du Sud et auparavant, l'un des leaders d'un groupe de flibustiers sur l'île de Galveston, au Texas,,. Louis-Michel Aury a pris le contrôle d'Amelia et créé un organe administratif appelé le Conseil suprême de la Floride, chargeant ses secrétaires Pedro Gual Escandón et Vicente Pazos Kanki de rédiger une constitution, et appelant à l'union de tous les partisans de la république de Floride occidentale. Il négocie avec Ruggles Hubbard et Jared Irwin, lieutenants de Gregor MacGregor, qu'Amelia Island soit annexé à la république du Mexique le 21 septembre 1817, et son drapeau levé de fort de San Carlos.

### L'arrivée de Louis-Michel Aury
Louis-Michel Aury avait servi dans la Marine française puis pour des trafiquants à leur propre compte. En mai 1809, il avait quitté la Guadeloupe, deux semaines avant qu'elle ne tombe aux mains des Anglais, et transporte 208 esclaves jusqu'à Barataria, près de La Nouvelle-Orléans, tenue par le négrier et pirate Jean Lafitte. Puis il s'est rapproché de Benoît Chassériau, haut personnage de l'entourage de Bonaparte, qui fut contrôleur des finances de deux importantes provinces de la Haute-Égypte de 1798 à 1801, puis participa de 1802 à 1807 de l'expédition de Saint-Domingue, où il devint secrétaire général de la colonie installée dans la partie Est de Saint-Domingue, par le général Jean-Louis Ferrand avant de fonder la ville d'Aigleville (Alabama) et la Vine and Olive Colony. 
Pendant quelques mois, Louis-Michel Aury a contrôlé Amelia Island puis volé le drapeau de la République de Mexique, affirmant travailler pour tous ceux qui ont toujours lutté contre les Espagnols pour l'indépendance.
Avec les trafiquants de Kingston, Benoît Chassériau, Jean-Baptiste Pavageau et l’armateur Jean-Baptiste de Novion, Aury va ensuite imaginer en 1820 conquérir Panama une autre possession de l’Espagne.

### Intervention américaine de décembre 1817
Les États-Unis, qui avaient le projet d'annexer cette zone, ont envoyé une force navale qui a pris  Amelia Island le 23 décembre 1817,.
Mais ils peinent ensuite à normaliser les trafics. En mars 1818, un rapport des douanes assure que des esclaves entrent en Géorgie par ce biais quasiment tous les jours.

### La loi du 20 avril 1818
Le « scandale de l'île d'Amélia » est à l'origine d'une loi votée le 20 avril 1818 à l'initiative du président américain James Monroe, qui offre une récompense aux esclaves ou aux associés de négriers donnant des informations permettant de faire saisir des navires. 
La vente issue de la saisie est partagée en deux, la moitié pour l'informateur et l'autre pour l'État. Cette loi a pour objectif de « casser » le trafic d'esclaves à Amelia. Elle est le résultat de deux projets de loi, l'un émanant des sénateurs et l'autre des représentants. Votée, la loi intervient après des initiatives parlementaires pour tenter de réglementer plus sévèrement les traites négrières, lancées sans succès en 1810, puis en 1813 et en 1816. 
Selon l'historien américain W. E. B. Du Bois, spécialiste de l'esclavage, le législateur a voulu mettre en avant le manque d'information des autorités et la force de la cupidité mais échoué dans cette démarche, les trafics continuant. La loi est donc révisée l'année suivante, pour la rendre plus efficace.